# ブラザー×ファッカー
『ブラザー×ファッカー』シリーズは、著書：篠崎一夜、イラスト：香坂透による日本のBL小説作品。
2007年12月31日に幻冬舎コミックス/リンクスロマンスより発行。
続編『ブラザー×セクスアリス』

## あらすじ
中学卒業を控えている吉祥は、年子であるブラザーコンプレックスの弟・彌勒に手を焼いており兄離れさせようと試みる。

## 登場人物
仁科吉祥（にしな きっしょう）
主人公。幼い頃に誘拐され以来、暗所恐怖症である。弟に手を焼いているが、不快ばかりではない模様。運動を好み、現在はアイスホッケー部に所属。細身な知的美人。
仁科彌勒（にしな みろく）
吉祥の弟で、不良少年。兄に身体まで求めるほど、彼が大好き。兄以外の人間に対しては、暴力的で冷たく狂気じみた態度をとる。枯れ葉色の髪と長身でスタイル抜群、荒々しくも端整。